# Emma Coronel Aispuro
Emma Coronel Aispuro (* 1989 in Santa Clara im US-Bundesstaat Kalifornien in der Nähe von San Francisco) ist eine mexikanisch-US-amerikanische mutmaßliche Drogenhändlerin und Mitglied des Organisierten Verbrechens. Sie wurde als Ehefrau des Mafia-Chefs Joaquín Archivaldo Guzmán Loera (El Chapo), ehemaliger Chef des Sinaloa-Kartells, bekannt. Am 23. Februar 2021 wurde sie am Washington Dulles International Airport festgenommen. Ihr wird vorgeworfen, am internationalen Rauschgifthandel beteiligt zu sein und die Geschäfte ihres Mannes fortgeführt zu haben. Auch wird ihr vorgeworfen, bei der spektakulären Flucht ihres Mannes aus einem mexikanischen Hochsicherheitsgefängnis geholfen zu haben. Ihr Mann entkam am 11. Juli 2015 durch einen 1,5 Kilometer langen Fluchttunnel, welcher unter der Duschkabine seiner Gefängniszelle endete. Sie soll die Fluchtaktion organisiert und finanziert haben.

## Leben
Emma Coronel Aispuro, auch Emma Modesta Coronel Aispuro, wuchs auf einer Ranch in La Angostura, einem kleinen Ort im Norden Mexikos, auf. Die Region an der Grenze zu den USA wird das „goldene Dreieck des Drogenhandels“ genannt. Emma Coronel Aispuro nahm als junges Mädchen an Schönheitswettbewerben teil. 2006 gewann sie einen Wettbewerb in Canelas, einer Stadt im mexikanischen Bundesstaat Durango. Mit 17 Jahren lernte sie Guzmán, ihren zukünftigen Ehemann, kennen. Dieser war in Mexiko schon zu dieser Zeit eine schillernde Persönlichkeit und Chef des Sinaloa-Drogenkartells. Die amerikanische Drug Enforcement Administration, kurz DEA, vermutet, dass sie schon in jungen Jahren im Drogengeschäft tätig war. Sie und der 32 Jahre ältere Guzmán heirateten an ihrem 18. Geburtstag, dem 2. Juli 2007, kirchlich im engsten Familienkreis. Guzmán war zuvor schon dreimal verheiratet.
Emma Coronel Aispuro studierte Journalismus an der Universität von Sinaloa in Mazatlán im mexikanischen Bundesstaat Sinaloa. 2011 reiste sie nach Lancaster, Kalifornien und brachte dort die gemeinsamen Zwillingsmädchen zur Welt. Als Mutter verzichtete sie darauf, den Namen des Vaters in der Geburtsurkunde anzugeben. Zu dieser Zeit hatten die USA bereits ein Kopfgeld von fünf Millionen US-Dollar auf ihren Ehemann Guzmán ausgelobt.
Emma Coronel Aispuro gab stets an, dass sie nie mitbekommen habe, dass ihr Mann etwas mit Drogen zu tun gehabt hätte. Dagegen gehen US-Drogenfahnder davon aus, dass Emma Coronel Aispuro die inneren Abläufe des Sinaloa-Kartells kannte, aktiv in den Drogenhandel verwickelt und beim Schmuggel von Kokain, Heroin und Marihuana in die USA beteiligt gewesen war. Nach außen pflegte Emma Coronel Aispuro laut Deutscher Welle „das Bild der perfekten Mutter“.
Laut Ermittlern war sie bei der spektakulären Flucht ihres Mannes aus einem mexikanischen Hochsicherheitsgefängnis im Jahr 2015 beteiligt. Dabei soll sie laut den Ermittlern Millionen Dollar Schmiergeld übergeben und nach der erneuten Festnahme ihres Mannes weitere Ausbrüche geplant haben. Auch soll sie die mexikanische Regierung dazu gedrängt haben, die Haftbedingungen für ihren Mann zu verbessern. Nach der letzten Festnahme und dem Prozess gegen „El Chapo“ 2019 in New York wurde ihr Mann zu lebenslanger Haft ohne die Möglichkeit zur Freilassung verurteilt. Er soll zwischen 2000 und 3000 Morde selbst ausgeführt, verantwortet oder in Auftrag gegeben haben.
Emma Coronel Aispuro wurde Ende Februar 2021 in Washington von US-Behörden wegen des Vorwurfs des internationalen Rauschgifthandels festgenommen. Mitte September 2023 wurde sie vorzeitig aus der Haft entlassen.
Im September 2024 gab sie ihr Debüt als Model auf der Fashion Week in Mailand.